# یواس‌اس ویرل‌وایند (اس‌پی-۲۲۱)

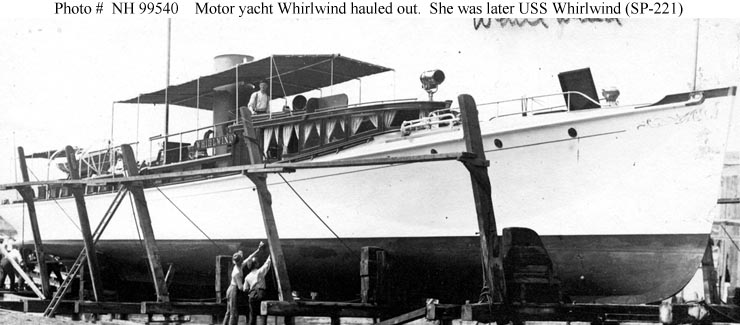
نمایی از کشتی در خلال ۱۹۰۹-۱۹۱۷

یواس‌اس ویرل‌وایند (اس‌پی-۲۲۱) (به انگلیسی: USS Whirlwind (SP-221)) یک کشتی بود که طول آن ۱۱۱ فوت (۳۴ متر) بود. این کشتی در سال ۱۹۰۹ ساخته شد.